# Яловарника
Яловарника е връх в Пирин планина. Висок е 2763 метра. Разположен е в алпийския Северен пирински дял, на Каменишкото странично било.
Яловарника е масивен гранитен връх. Гледан от Мозговишката порта, характерното му двувършие се откроява между останалите два гиганта на Каменишкото било - върховете Каменица и Куклите. На север от Яловарника след малък безимен връх е разположен връх Каменица. Свързва ги поредица отвесни скални жандарми. Дълбоко врязана седловина дели Яловарника от разположения на запад-югозапад връх Зъбът.
Северозападните склонове на Яловарника се откриват към каменистия Беговишки циркус и имат типичен алпийски изглед. Те са почти вертикални, силно насечени и ерозирали, с обширни безводни каменопади в основата на върха.
На североизток склоновете на Яловарника са също скалисти. Те ограничават малко циркусно задълбаване, отворено към Демиркапийския циркус. В основата му е разположено Маненкото езеро.
Южните и югоизточни склонове на Яловарника са полегати, тревисти и обрасли с хвойна. Те представляват масивна денудационна заравненост, спускаща се чак до долината на Третата (Демиркапийска) река при надморска височина 1900-2000 метра и оформят северните части на циркус Башмандра. От тези склонове извират многобройни потоци, които се вливат в Третата и Средната (Башмандренска) река.
Удобни изходни точки за изкачването на Яловарника са хижите Пирин и Беговица, и заслон Тевно езеро. Върхът е най-достъпен по западния си ръб откъм седловината към Зъбът, както и по целите южни и югоизточни склонове без пътека. Преминаването от Каменица към Яловарника е възможно при съществен риск през скалните жандарми между двата върха или със слизане към вторичния циркус при Маненкото езеро. Съществуват поне още две пътеки за слизане и качване на Яловарника, които не представляват риск при летни условия, маркирани са с пирамидки и не губят толкова височина. Едната е през последния, най-южен кулоар от билото, което тръгва на изток. Другата се хваща пак от същото било, на около 80 метра на изток от върха, като в началото прави почти обратен завой и след това поредица от стръмни серпентини. Последната пътека губи най-малко височина.
На върха, вероятно при преминаването на скалните жандарми, през 2000 г. загива Георги Еленков – Жужу. Паметната плоча може да се види по пътеката от хижа Беговица за заслон Тевно езеро.

## Галерия
- Южните склонове на Яловарника (в средата) и циркус Башмандра, поглед от склона на в. Голена.
- Източните и югоизточни склонове на Яловарника, гледани от връх Демирчал. Вижда се вложения циркус между Яловарника и Каменица и Маненкото езеро.